# 日本の福音派
日本の福音派（にほんのふくいんは）について記述する。キリスト教のプロテスタントにおいて日本の福音派とエキュメニカル派は、明白に分かれている。両者は前提が異なるのであり、リベラルが人間理性を最終権威とするのに対し、聖書信仰の福音派は神の言葉である聖書を最終権威とする。

## 定義
- 中村敏は、福音派を「聖書は完全に神の霊感によって書かれ、誤りなき神のことばであるという、聖書の十全霊感を信じるすべての教会を指す」と定義する[4]。
- ジェームズ・パッカーは、「福音派とは使徒的キリスト教を継承し、証しする者」と定義する[5][6]。
- 日本福音同盟初代理事長の泉田昭は、「福音主義とか福音派というとき、信仰的自由主義に対して福音主義、エキュメニカルなグループに対して福音派という意味で使っている。つまり、聖書は誤りない神のことばであると信じ、基本的教理を保持し、伝道と教会形成に励んでいる者たちのことである」としている[7]。
- 宇田進は、福音派とは「福音主義同盟（1846年）の9項からなる信仰の立場と、1974年のローザンヌ世界伝道会議が出したローザンヌ誓約の中に表明されている聖書的信仰と宣教観とライフ・スタイルを信奉する、聖霊派から改革派までのキリスト者の群れを指す名称」としている[8]。

## 聖書信仰
福音派の聖書観は聖書信仰であり、これは「福音派全体の共通した恵みの絆」と呼ばれる。
「聖書信仰は、ただJPCだけではなく、福音派全体の共通した恵みの絆であり、伝統的キリスト教教理の敷石であり、救霊と伝道への情熱の源泉である」

## 新生の教理
自由主義神学や新正統主義は「洗礼による新生」の理解をとるが、福音派は、その思想を異端として排除し、聖霊によって生まれ変わった者のみが洗礼（バプテスマ）を受け教会員となる資格を持つ。

## 偶像問題
戦前からあった問題であるが、特に戦後の福音派は異教の玉串、焼香、神社参拝など異教の行為を偶像崇拝であるとして、禁じてきた。日本キリスト改革派教会は1951年の第6回大会で「すべての神道神社は偶像であり、我々はそれを礼拝する事を拒絶する。神棚、仏壇その他どのような宗教的事物に対しても頭を下げて礼をしない」と決議した。
聖書信仰の教会は1959年11月18日の日本宣教百年記念聖書信仰運動大会において、偶像崇拝の罪を、神の御前に悔い改め、告白した。「我らは過去百年間、キリスト者として、個人生活的にも、亦国民生活的にも、一切の偶像崇拝を廃棄すべき聖書の命令に応えることに於いて、 欠けたところの多かったことを神の前に反省し、痛切なる悔改めを告白する」

## 歴史

### プロテスタント宣教の開始
福音派は聖書信仰がイエス・キリストの聖書観であったと信じる。日本にやってきた最初の宣教師たちは聖書信仰であった。また、日本で最初のプロテスタント教会はローマ・カトリック、自由主義神学、ユニテリアンに対する福音主義同盟の9ヶ条を基準とした。

### 自由主義神学の流入
1880年代、それまで保守的な信仰を持っていた日本の教会に、当時は新神学と言われた自由主義神学（リベラル）が入る。このチュービンゲン学派の新神学は日本の聖書信仰に破壊的な作用を及ぼした。日本組合基督教会の小崎弘道が1889年に同志社で行ったYMCA夏季学校の「聖書のインスピレーション」と題する講演で高等批評を擁護して、聖書信仰を否定したところから、日本のリベラルが始まるといわれる。

### 日本プロテスタント三つの流れ
柳田友信は日本のプロテスタントを以下の三つに区分する。 福音派はリベラルと準正統主義の2つとも非正統として退ける。
自由主義神学（リベラル）
高等批評を受け入れ、キリスト神性を否定した。代表は日本組合基督教会の海老名弾正牧師。
準正統主義
プロテスタント正統主義と聖書の無謬性を否定するが、キリストの神性は認める。日本基督教会を中心とする。代表は植村正久牧師。
正統主義
聖書の十全霊感 、言語霊感を信じ、歴史的キリスト教会の信仰を守る正統派。偶像崇拝を拒否したために迫害された。神学者は岡田稔牧師。

### ホーリネス・リバイバル
中田重治牧師を初代監督とするホーリネスにリバイバルがおこり、教勢を伸ばしたが、その後に分裂事件が起こる。そのため戦前の聖書信仰運動である聖書信仰連盟（1933年）は続かなかった。

### 美濃ミッション弾圧事件
美濃ミッションは神社参拝を偶像崇拝として拒んだために、弾圧された。神社非宗教論を唱え神社参拝を行う立場の者は、神社参拝拒否をファンダメンタリスト、ファンダメンタリズムと呼んだ。

### 日本基督教団成立とホーリネス弾圧事件
皇紀二千六百年奉祝全国基督教信徒大会の宣言により成立した日本基督教団は、創立総会で国民儀礼、宮城遥拝を行った。また日本基督教団トップである統理者富田満牧師は伊勢神宮に参拝して天照大神に教団の設立を報告し、その発展を希願した。このため教団の発展は伊勢神宮の祭神である天照大神に帰せられると言われる。ホーリネス弾圧事件がおこると教団の指導者はこれを歓迎し、弾圧に加担した。また、軍用機「日本基督教団号」を献納し、日本基督教団自らが「現代の使徒書簡」と称する『日本基督教団より大東亜共栄圏に在る基督教徒に送る書翰』を発表した。 
常葉隆興は日本基督教団の結成式で行われた宮城遥拝は、「偶像礼拝であり、神に対して死に値する罪であった。」と告白した。
これは自由主義神学の高等批評によって信仰が骨抜きにされており、植村神学が簡易信条主義であったことから、異教の偶像崇拝に対して抵抗する力を持たなかったとされ、また中央神学校のチャップマン教授は、戦前の日本の教会が旧約聖書の知識を欠いていた事を指摘する。
戦後の日本基督教団はアメリカ合衆国やヨーロッパのエキュメニカル派に認められた。教団は戦時中の妥協にもかかわらず欧米に認められたことに満足したのだと指摘される。日本基督教団は世界教会協議会（WCC）、エキュメニカル派に属しており、福音派と区別される。

### 戦後の福音派の形成
大戦後は特にリベラル派、エキュメニカル派と区別して、歴史的正統的キリスト教をあらわす語として福音派と呼ばれる。
田中剛二牧師は 日本基督教団に加わった事そのものが神に対する背信行為であり、「教団脱退は私の悔改めである」と述べた。
こうして、戦前の主流派であった日本基督教団に取り込まれた教会は日本基督教団から脱退する。敗戦の時点ではリベラル派26に対し、聖書信仰の福音派1という26対1の少数派であったと言われる。
戦後の福音派は次のように大別される。 
日本基督教団からの離脱組
救世軍、日本同盟基督教団、日本ホーリネス教団、日本イエス・キリスト教団、日本自由メソジスト教団、日本アッセンブリーズ・オブ・ゴッド教団
戦前にルーツを持ちながら新しい理念に基づいて設立された教会
イムマヌエル綜合伝道団、基督兄弟団、日本キリスト改革派教会、シオン・キリスト教団、万国福音教団、日本福音教団、日本宣教会
戦後宣教師によって設立された教会
保守バプテスト同盟、日本福音自由教会協議会、聖書教会連盟、福音バプテスト連合、日本福音教会
聖書信仰に立つ日本人の開拓伝道により形成された教会
聖書キリスト教会、活けるキリスト一麦教会、単立キリスト教会連盟

### 聖書信仰運動
1959年の日本プロテスタント100周年記念行事は、リベラル派（エキュメニカル派）と聖書信仰（福音派）が別々に開催した。1960年に日本プロテスタント聖書信仰同盟（JPC）が結成され、 初代実行委員長に常葉隆興牧師が就任。機関紙『聖書信仰』創刊号は標語に「聖書は誤りなき神の言」（第二テモテ3章16節）を掲げ、常葉牧師は「ここに始めて真の意味の聖書信仰に立つ者の同盟が結成された」、「我らは日本の自由主義者に対し、また政治、権威、この世を掌る悪の霊に対して勇敢に戦いを宣し、同胞に対して真の聖書的福音を宣べ伝えねばなりません。」「聖書信仰に立つ全国同信の士よ、願くは来りて我らの戦いに参加せられんことを」と呼びかけている。
これが新改訳聖書の発行と日本福音同盟の結成につながった。

### 新改訳聖書
1965年に聖書信仰の神学者、聖書学者の翻訳になる新改訳聖書の新約が出版され、1970年に旧約が出版された。

### 日本福音同盟
1968年4月、日本プロテスタント聖書信仰同盟（JPC）、日本福音連盟（JEF）、日本福音主義宣教師団（JEMA）を三創立会員として、日本福音同盟（JEA）が結成された。

### 『はばたく日本の福音派』
1970年代は日本基督教団らエキュメニカル派が社会派と教会派の対立によって混迷を深める一方、福音派は一致を深めた時期として記憶されている。「福音派は一致へ大きく踏み出し、エキュメニカル派は分裂の道を歩みだしたのであった。」

### 福音主義神学会
1970年4月福音主義神学会が設立される。1972年-1977年『新聖書注解』が発行される。

### 第一回日本伝道会議
1974年6月3日-7日まで第一回日本伝道会議が開催され、ジョン・ストットがメインの講師を務めた。また7月16日-26日にローザンヌ世界伝道国際会議が開催され、日本の福音派から53名が出席した。日本伝道会議では京都宣言を宣言し、ローザンヌではローザンヌ誓約を結んだ。

### 第二回日本伝道会議
1982年6月7日-10日第二回日本伝道会議が開催される。尾山令仁牧師を起草委員長とする起草委員会の作成による二回目の京都宣言を発表。聖書信仰、十字架の福音を確認し、使徒パウロのガラテヤ1:6-9から「この福音と違ったものを宣べ伝える者はのろわれよ」と宣言。異教、異端、混合宗教（シンクレティズム）、新普遍救済主義を退けた。

### 聖書の権威に関する宣言
日本ナザレン教団の指導者が翻訳した『ファンダメンタリズム』が「偏見に満ちた福音派攻撃の本」として問題になっていたが、日本プロテスタント聖書信仰同盟が発表したこの宣言により、全的無誤性が福音派の合意として確認された。

### 甲子園リバイバルミッション
1993年 11月5-7日、甲子園リバイバルミッションが甲子園球場で開催された。

### 世界宣教会議
1999年の10月末に京都の国立京都国際会館で「世界宣教会議」が開催された、奥山実牧師が委員長を務めた。この「世界宣教会議」は、『キリスト教年鑑』2001年版によって「日本キリスト教史上最大規模の　『世界宣教会議』」と呼ばれた。

### 世界宣教東京大会
2010年5月11日-14日世界宣教東京大会が開催される。クリスチャンの一致のためとしてマーティン・ロイドジョンズの『栄えに満ちた喜び』が紹介された。閉会式では尾山令仁牧師が同じ聖書信仰に立ちながら溝のある福音派と聖霊派の一致について語った。また尾山牧師は日本がアジアに対して犯した罪を謝罪し、さらに、キリスト教会がユダヤ人を迫害してきた罪を謝罪しなければならないと語った。これに対してアメリカの教会の代表は日本に原爆を投下した罪を謝罪した。

### 歴史
- 『はばたく日本の福音派』日本福音同盟10周年記念　いのちのことば社　1978年
- 『日本の福音派』日本福音同盟15周年記念　いのちのことば社　1984年
- 『日本の福音派』日本福音同盟-21世紀に向けて-　いのちのことば社　1989年 ISBN 4264010160
- 『地に住み、誠実を-日本の福音派21世紀への選択』日本福音同盟　いのちのことば社 1996年 ISBN 4264016304
- 『21世紀の福音派のパラダイムを求めて』日本福音同盟 いのちのことば社 2006年 ISBN 4264024323
- 『日本における福音派の歴史』中村敏著 いのちのことば社 ISBN 4264018269
- 『日本キリスト教宣教史』中村敏著 いのちのことば社 ISBN 9784264027430
- 『日韓教会成長比較-文化とキリスト教史』尾形守著、古屋安雄序文、ホープ出版 いのちのことば社 1997年 ISBN 4938858037
- 『日本プロテスタント教会史』上下二巻小野静雄著　聖恵授産所
- 『基督教全史』E.E.ケァンズ　日本語版収録、柳田友信著「日本基督教史」 聖書図書刊行会
- 『聖書ハンドブック』日本語版収録、尾山令仁著「日本の教会の歴史」 聖書図書刊行会

### 信仰宣言、誓約
- 『京都宣言 解説と注釈』「京都宣言」解説作成委員会著　日本福音同盟　いのちのことば社
- 『ローザンヌ誓約（解説と注釈）』ジョン・ストット著 宇田進訳 いのちのことば社

### 聖書信仰、福音主義神学
- 『聖書信仰』吉岡繁著　宣教百年記念聖書信仰運動　1959年
- 『聖書の権威』尾山令仁著　日本プロテスタント聖書信仰同盟 （再版:羊群社 1997年） ISBN 489702031X
- 『聖書の教理』尾山令仁著　羊群社 ISBN 4897020360
- 『一問一答』尾山令仁著　いのちのことば社 ISBN 426401025X
- 『岡田稔著作集』岡田稔著　いのちのことば社
- 『福音主義キリスト教と福音派』宇田進著 いのちのことば社 ISBN 9784264014232
- 『現代福音主義神学』宇田進著 いのちのことば社 ISBN 4264020492

### 福音派と聖霊派
- 『クリスチャンの和解と一致』尾山令仁著　地引網出版 ISBN 9784901634144
- 『栄えに満ちた喜び』マーティン・ロイドジョンズ著　地引網出版

### 異端・カルト問題
- 『モルモン教とキリスト教』ウィリアム・ウッド いのちのことば社　1989
- 『異端の反三位一体論に答える「エホバの証人」を中心として』ウィリアム・ウッド いのちのことば社　1990
- 『「エホバの証人」の教えと聖書の教え』ウィリアム・ウッド いのちのことば社　1988
- 『キリストの神性と三位一体―「ものみの塔」の教えと聖書の教え』内田和彦 ISBN 4264021278
- 『キリスト者の戦い』マーティン・ロイドジョンズ いのちのことば社 ISBN 4264005736
- 『異端・カルトハンドブック』日本イエス・キリスト教団カルト対策委員会
- 『プロテスタントとカトリックの団結ですか？』ICM出版
- 『カトリックとは何ぞや』チャールズ・ホッジ 聖書図書刊行会
- 『キリスト教とは何か？』ジョン・グレッサム・メイチェン いのちのことば社
- 『「セカンドチャンス」は本当にあるのか-未信者の死後の救いをめぐって』ウィリアム・ウッド いのちのことば社　2007